# Gare de Torremolinos
La gare de Torremolinos est située à Torremolinos, dans la région d'Andalousie, en Espagne. Elle est desservie par la ligne C-1 du Cercanias Malaga.

## Situation ferroviaire
La gare se trouve sur la ligne de chemin de fer Malaga-Fuengirola au point kilométrique 15.3.